# New Kent
New Kent est une census-designated place située en Virginie, aux États-Unis. C’est le siège du comté de New Kent. Lors du recensement de 2010, sa population s’élevait à 239 habitants.

## Démographie
| Groupe            | New Kent | Virginie | États-Unis |
| ----------------- | -------- | -------- | ---------- |
| Blancs            | 84,1     | 68,6     | 72,4       |
| Afro-Américains   | 10,0     | 19,4     | 12,6       |
| Métis             | 5,4      | 2,9      | 2,9        |
| Asiatiques        | 0,4      | 5,5      | 4,8        |
| Autres            | 0        | 3,7      | 7,3        |
| Total             | 100      | 100      | 100        |
|                   |          |          |            |
| Latino-Américains | 2,5      | 7,9      | 16,7       |

Selon l'American Community Survey, pour la période 2011-2015, 100 % de la population âgée de plus de 5 ans déclare parler l'anglais à la maison.

## Source
- (en) Cet article est partiellement ou en totalité issu de l’article de Wikipédia en anglais intitulé « New Kent, Virginia » (voir la liste des auteurs).

1. ↑  (en) « New Kent, VA Population - Census 2010 and 2000 », sur censusviewer.com.
2. ↑  (en) « Population of Virginia- Census 2010 and 2000 », sur censusviewer.com.
3. ↑  (en) « Language spoken at home by ability to speak English for the population 5 years and over », sur factfinder.census.gov.